# Жозе Антоніу Баржиела
Жозе Антоніу Баржиела (порт. José António Bargiela, 29 жовтня 1957, Кашкайш — 2 червня 2005, Каркавелуш) — португальський футболіст, що грав на позиції захисника. По завершенні ігрової кар'єри — тренер.
Виступав, зокрема, за клуби «Ештуріл-Прая» та «Белененсеш», а також національну збірну Португалії, з якою був учасником чемпіонату світу.

## Клубна кар'єра
Народився 29 жовтня 1957 року в місті Кашкайш. Вихованець футбольної школи клубу «Бенфіка», але за першу команду так жодної гри у чемпіонаті і не зіграв.
Протягом 1978—1983 років захищав кольори клубу «Ештуріл-Прая». 1983 року перейшов до клубу «Белененсеш», за який відіграв 8 сезонів. Більшість часу, проведеного у складі «Белененсеша», був основним гравцем команди і став володарем Кубка Португалії у 1989 році. Завершив професійну кар'єру футболіста виступами за команду «Белененсеш» у 1991 році. Згодом у 1993–1994 роках був головним тренером цієї команди.

## Виступи за збірну
16 жовтня 1985 року дебютував в офіційних матчах у складі національної збірної Португалії в грі відбору на чемпіонат світу 1986 року проти ФРН (1:0).
У складі збірної був учасником чемпіонату світу 1986 року у Мексиці, де зіграв одну гру проти Англії (1:0), які і стала останньою для Жозе за збірну. Загалом протягом кар'єри у національній команді, яка тривала 2 роки, провів у її формі 3 матчі.

## Кар'єра тренера
Помер 2 червня 2005 року на 48-му році життя, коли грав у футбол з кількома друзями в Каркавелуші. Під час гри він відчув себе зле і присів на лаву, де раптово впав і помер, а усі спроби реанімації були марними.

## Титули і досягнення
- Володар Кубка Португалії (1):

«Белененсеш»: 1988/89